# Miss Atlántico Internacional 2002
O Miss Atlântico Internacional 2002 foi a 8.ª edição do concurso de beleza internacional Miss Atlântico que ocorreu anualmente no Uruguai. Aconteceu em 27 de janeiro de 2002 com a participação de catorze aspirantes ao título. A italiana Nicolette Ferrarini coroou a uruguaia Karen Klösz Goméz como a nova detentora do título. 

## Resultados
| Colocação           | País                                   |
| Miss Atlântico 2002 | - Uruguai - Karen Klösz Goméz          |
| 2º. Lugar           | - Venezuela - Lorena Alexandra Delgado |
| 3º. Lugar           | - Chile - Erika Christel Niklitschek   |

### Premiações Especiais
- O concurso distribuiu essa premiação:

| Premiação           | País                           |
| Melhor Traje Típico | - Venezuela - Lorena Alexandra |

## Candidatas
Candidatas que disputaram o concurso este ano:
| - Argentina - Carina Belén Bais - Bolívia - Yara Aguirre Parada - Brasil - Karin Lunardi Cavalli - Chile - Erika Christel Niklitschek - Colômbia - Nelly Stella Torres - Espanha - Lorena Lorenzo - Dinamarca - Helena Nielsen Mensing | - México - Claudia Collado - Panamá - Iveth Del Carmen - Paraguai - María Gabriela Riquelme - Peru - Antuanette Reaño Arce Britto - República Dominicana - Carolina Peña - Uruguai - Karen Klosz Gomez - Venezuela - Lorena Alexandra Delgado |

## Ligações Externas
- Site oficial do Miss Atlántico Internacional